# Guillermo Velasquez
Guillermo Ramírez Velásquez, né le 4 janvier 1934 et mort le 26 juin 2017, est un arbitre colombien de football des années 1960 et 1970. 
Il fut arbitre international dès 1966, et officia aussi à la Coupe du monde 1970 en tant qu'arbitre assistant. Il est connu pour avoir osé expulser Pelé pendant un match en 1968.

## Carrière
Il a officié dans des compétitions majeures : 
- JO 1968 (1 match)
- JO 1972 (2 matchs)
- JO 1976 (1 match)